# Domenico De Lillo
Domenico De Lillo (ur. 30 sierpnia 1937 w Mediolanie) – włoski kolarz torowy, trzykrotny medalista mistrzostw świata.

## Kariera
Pierwszy sukces w karierze Domenico De Lillo osiągnął w 1959 roku, kiedy został mistrzem kraju w wyścigu ze startu zatrzymanego. Do 1971 roku De Lillo wynik ten powtórzył jeszcze ośmiokrotnie. Na rozgrywanych w 1967 roku mistrzostwach świata w Amsterdamie zdobył brązowy medal w tej konkurencji, ulegając jedynie dwóm Belgom: Leo Proostowi i Romainowi De Loofowi. Brązowy medal zdobył również na mistrzostwach świata w Antwerpii w 1969 roku (za Jacobem Oudkerkiem z Holandii i Theo Verschuerenem z Belgii) oraz mistrzostwach świata w Varese w 1971 roku (za Verschuerenem i Oudkerkiem). Nigdy nie wystąpił na igrzyskach olimpijskich.